# Jakob Arjouni
Jakob Arjouni (nom real Jakob Bothe; Frankfurt del Main, 1964 - Berlín, 2013) és un escriptor alemany.

## Biografia
Va néixer el 8 d'octubre de l'any 1964 a la ciutat de Frankurt del Main, al land alemany de Hessen, fill del dramaturg Hans Günther Michelsen. El pseudònim “Arjouni” l'adoptà de la seva primera dona d'origen marroquí.
De petit va anar a l'internat Odenwaldschule, una institució educativa sorgida a partir del moviment de la pedagogia llibertària de principis del segle xx. L'any 1983, després d'acabar els seus estudis de batxillerat en aquesta institució, marxà a Montpeller amb la intenció d'estudiar literatura. Va interrompre, però, els seus estudis i es quedà a la ciutat durant dos anys dedicant-se, entre altres oficis, a fer de cambrer i venedor de cacahuets.
El 1985 escriví la seva primera novel·la amb el detectiu Kayankaya com a protagonista, Happy birthday Türke!, que fou publicada i més tard portada a la pantalla gran per la directora alemanya Doris Dörrie (1991). L'any 1986, amb només 22 anys, es traslladà a Berlin amb la intenció d'estudiar a l'escola d'art dramàtic, encara que també l'acabà abandonant. L'any 1987 rebé un premi literari del land de Baden-Württemberg per l'obra de teatre Nazim schiebt ab. L'any 1992 se li atorgà el premi nacional alemany de literatura detectivesca (Deutscher Krimi-Preis) per l'obra Ein Mann ein Mord.

## Obra literària

### Novel·les amb el detectiu Kayankaya com a protagonista
- Happy Birthday, Türke! (1985) (traduïda al castellà: Happy birthday, turco)
- Mehr Bier (1987)
- Ein Mann ein Mord (1991)
- Kismet (2001)

### Obres de teatre
- Die Garagen (1988)
- Nazim schiebt an (1990)
- Edelmanns Tochter (1996)

### Altres novel·les
- Magic Hoffmann (1996)
- Hausaufgaben (2004)
- Der heilige Eddy (2009)

### Històries curtes, contes
- Ein Freund (1998)
- Idioten. Fünf Märchen (2003)